# 大野真緒
大野 真緒（おおの まお、1994年3月1日 - ）は、日本の女優。神奈川県出身。所属事務所はヴィヴィアン。血液型はO型。
2003年にミュージカル『美少女戦士セーラームーン』にちびうさ／セーラーちびムーン役で出演し注目を浴びる。
同ミュージカルでは、城田優、多部未華子らと共演を果たした。

## 主な出演作品

### 映画
- 狼少女（2005年、監督：深川栄洋、バサラ・ピクチャーズ） - 主演：手塚留美子 役 ※第18回東京国際映画祭正式招待作品
- アンダードッグ（2020年、監督：武正晴、東映ビデオ） - 看護師役 東京国際映画祭2020 オープニング上映作品
- メモリードア（2021年秋公開予定、監督：加藤悦生） - 理学療法士 歩美 役
- ゴジラ-1.0（2023年11月3日公開、東宝）

### テレビドラマ
- 世にも奇妙な物語「採用試験」（2002年、フジテレビ） -  深田恭子幼少時代 役
- Love and Go（関西テレビ）
- 金曜時代劇「御宿かわせみ」（2003年、NHK）  - めちょう 役
- 女王の教室スペシャル〜エピソード1〜（2006年、日本テレビ） - 生徒 役
- 金曜時代劇「慶次郎縁側日記2」（2005年、NHK）
- ドラマコンプレックス「コシノ家の闘う女たち」（2006年、日本テレビ）  - コシノミチコ（子供時代） 役
- 金曜ナイトドラマ「帰ってきた時効警察」第4話（2007年、テレビ朝日）  - スリープ玲子（少女時代） 役
- 土曜ドラマ・受験の神様（2007年7月 - 9月、日本テレビ） - 6年A組生徒 役
- ありがとう!チャンピイ〜日本初の盲導犬誕生物語〜（2008年、フジテレビ）
- チア☆ドル（2015年10月 - 12月、ABCテレビ） - ウルフ 役

### バラエティ
- ディズニータイム（テレビ東京）
- 男おばさん（フジテレビ）
- ほんとにあった怖い話（2004年、フジテレビ）  - ほん怖クラブメンバー

### CM
- バンダイ「ポケモンでキャッチ」
- アース製薬「アースジェット」縁側
- 東京ディズニーランド「D-POP MAGICファイナル」
- デアゴスティーニ・ジャパン「ディズニーマジックイングリッシュ」
- 東京電力「Switch!」 - 鈴木京香の娘役
  - 出会い篇
  - IHクッキング安全篇
  - しゃぼん玉篇
  - 美しい自然を守りたい篇
  - エコキュート次世代篇
  - 夢の中の少年篇
  - おばあちゃまIH体験篇
  - TV取材篇
  - 新居〜最初のお客様篇
- ソフトバンク
- メニコン
- 全労済
- 富士通
- 厚生労働省「イクメンプロジェクト」
- パナソニック「ひかり研究所」
- 養命酒「抱き枕クッションプレゼントキャンペーン」
- マイナビ
- WOWOW
- モスバーガー「ご当地バーガー」
- 東洋羽毛

### 舞台
- ミュージカル『美少女戦士セーラームーン』（2003年1月 - 9月、サンシャイン劇場 他） - ちびうさ／セーラーちびムーン 役 ※9代目
- 『こと 築地寿司物語』（2017年2月、築地本願寺ブディストホール ） - 中倉弥生 役 ※NMB48 市川美織とのダブルキャスト